# Šišković
Šišković je hrvatska plemićka obitelj iz Bačke.
Među najviđenije pripadnike obitelji spadao je grof Josip Šišković, general topništva i visoki državni dužnosnik Habsburške monarhije u 18. stoljeću, odlikovan nizom odličja, među kojima je najviše Zapovjednički križ Vojnog reda Marije Terezije.